# Wladimir Köppen
Wladimir Köppen (rusky Владимир Петрович Кёппен, 8. října 1846 Petrohrad, Rusko – 22. června 1940 Štýrský Hradec, Německá říše) byl rusko-německý geograf, meteorolog, klimatolog a botanik.
Po studiích v ruském Petrohradu strávil většinu svého života a profesní dráhy v Německu a Rakousku. Jeho nejznámější příspěvek vědě je klasifikace podnebí, která se s drobnými změnami užívá dodnes. Svou vědeckou činností významně přispěl do několika vědních oborů.

## Životopis
Köppenův děd patřil ke skupině německých lékařů, kteří byli do Ruska pozváni carevnou Kateřinou II., aby pomohli zlepšit zdravotnické služby na ruském venkově, později se stal osobním lékařem cara.
Jeho otec Peter Köppen byl význačný geograf, historik a etnograf prastarých ruských kultur, významně se podílel na výměně myšlenkových proudů mezi západoevropskými slavisty a ruskými vědci.

### Studia
Wladimir navštěvoval střední školu v Simferopolu na Krymu a v roce 1864 začal studovat botaniku na Petrohradské univerzitě. Často jezdil z dalekého Petrohradu a z Simferopolu ve vnitrozemí Krymu na krymské pobřeží, kde bylo rodinné sídlo Köppenových.
Rozmanitost květeny v souvislosti s geografickými poměry Krymu, a naprosto zřejmá rozrůzněnost přírodních poměrů mezi Petrohradem a jeho domovem na Krymu v něm vzbudila zájem studovat vztahy podnebí a ostatní přírody.
V roce 1867 se vydal na univerzitu v Heidelbergu a v roce 1870 obhájil svou dizertační práci o vztahu teploty a růstu rostlin na univerzitě v Lipsku.

### Profesní dráha
Mezi lety 1872 a 1873 byl Köppen zaměstnán v ruské meteorologické službě. V roce 1875 se vrátil zpět do Německa a stal se vedoucím pracovníkem námořní observatoře Deutsche Seewarte v Hamburku. Zodpovídal za vytvoření služby předpovědi počasí v severozápadním Německu a přilehlé mořské oblasti. Po čtyřech letech v meteorologické službě se vrátil ke svému prvotnímu zájmu – základnímu výzkumu.

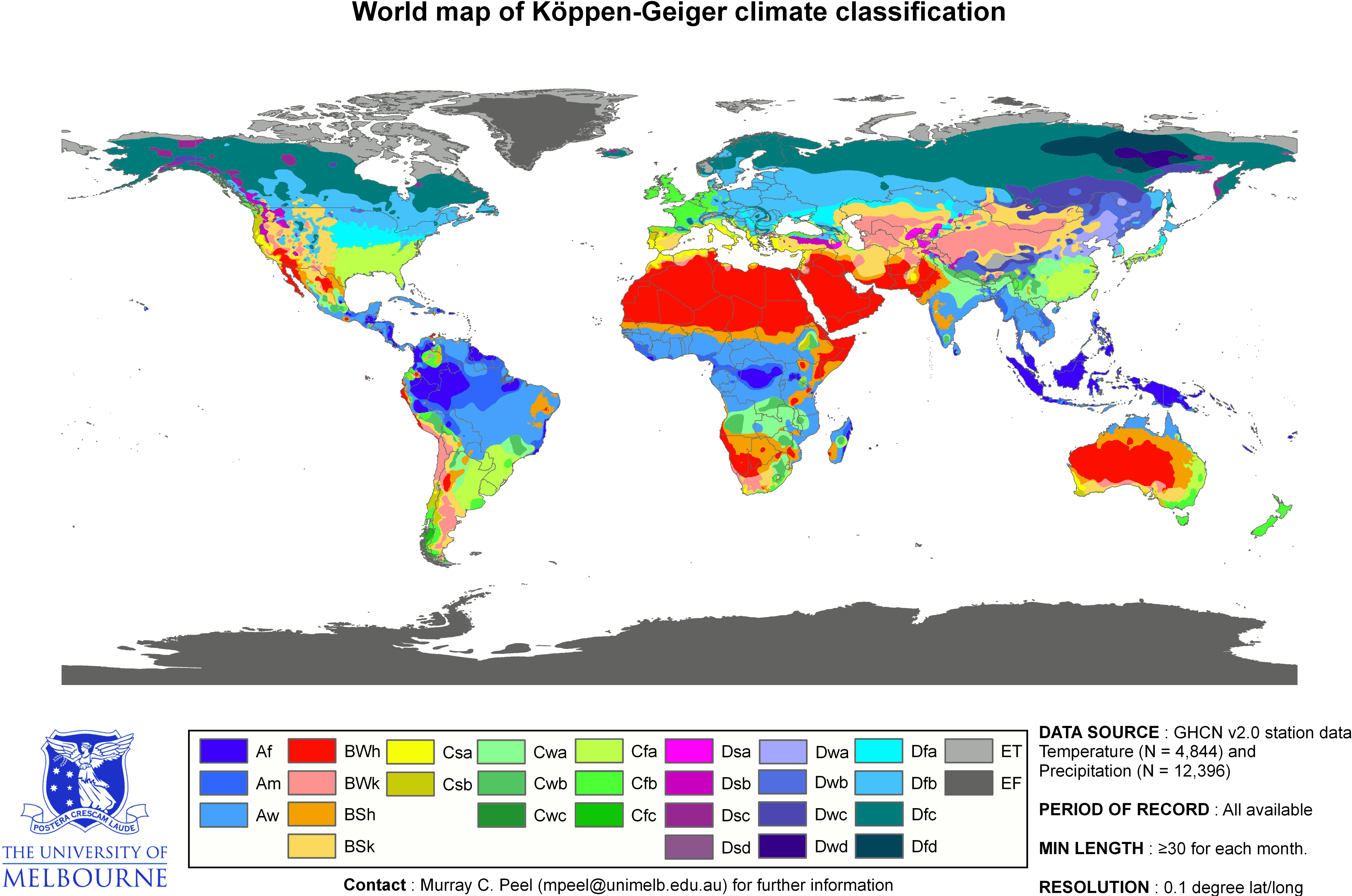
Mapa Köppenovy klasifikace podnebí.

Köppen začal soustavně studovat podnebí a dělal pokusy se sondážními balóny, aby získal data z horních vrstev atmosféry. Je považován za spoluzakladatele a průkopníka aerologie. V roce 1884 prvně publikoval mapu klimatických pásem s vykresleným sezónním chodem teplot. Zpracování mapy postupně zdokonaloval po zbytek svého života. Ucelená verze jeho klasifikačního systému vyšla prvně v roce 1918, poslední verze byla publikována v roce 1936.
V roce 1890 spolupracoval na prvním atlasu oblaků. V roce 1923 publikuje monografii Die Klimate der Erde (Podnebí Země).
Kromě popisu různých typů podnebí, byl obeznámen i s paleoklimatologií. V roce 1924 spolu se svým zetěm Alfredem Wegenerem publikoval práci Die Klimate der Geologischen Vorzeit  (Podnebí doby předhistorické), čímž výrazně podpořili Milankovićovu teorii.
Na konci svého života spolupracoval s německým klimatologem Rudolfem Geigerem, pracovali na pětisvazkovém díle Handbuch der Klimatologie (Příručka klimatologie). Dílo nebylo nikdy dokončeno, vyšlo jen několik částí, tři z nich sepsal Köppen. Po Köppenově smrti v roce 1940 pokračoval v jeho práci na klasifikaci podnebí právě Geiger.
Köppen publikoval více než 500 odborných pojednání, a udržel si svou zvídavost a široký rozsah zájmů po celý svůj život. Kromě vědecké činnosti se aktivně věnoval společenským otázkám, věnoval mnoho času a úsilí problematice reformy školství a problematice sociálně slabých. Byl zastáncem používání esperanta, přeložil do něj několik svých děl.